# Columbina buckleyi
Columbina buckleyi (лат.) — вид птиц семейства голубиных. Выделяют два подвида. Распространены в Южной Америке. Не находится под угрозой исчезновения.

## Описание
Columbina buckleyi — небольших размеров птица с длиной тела 18 см, что делает её примерно такого же размера, как скворец. По внешнему виду напоминает карликовую земляную горлицу. Оперение голубовато-серое на верхней части головы и шее. Остальная часть верхней части тела матово-серо-коричневая. Присутствует половой диморфизм. Самка в целом имеет более коричневую окраску. Грудное оперение самца явно розового цвета.

## Распространение и образ жизни
Область распространения простирается от северо-запада Эквадора до северо-запада Перу. Таким образом, по сравнению с другими видами Columbina у неё небольшой ареал. Адаптивный вид, обитающий в полувлажных и полузасушливых местах на высоте до 1000 метров над уровнем моря. Его среда обитания — сухие светлые лиственные леса и смешанные леса с редкими зарослями. Вид не чувствителен к вырубкам. Также обитает во вторичных лесах и ищет пищу на соседних сельскохозяйственных угодьях. На севере Перу его можно встретить в садах и на участках, где выращивают рис. Большую часть дня проводит на земле. Его рацион состоит в основном из семян. Строит гнездо в виде чаши, похожее на гнездо певчих птиц. Кладка состоит из двух яиц. Период насиживания составляет 14 дней. Птенцы оперяются через 12 дней.

## Разведение
Впервые вид был показан в Европе в 1915 году в Лондонском зоопарке. Однако этот вид импортируется относительно редко и поэтому играет лишь незначительную роль в разведении диких голубей.

## Подвиды
Известны два подвида:
- Columbina buckleyi buckleyi (Sclater & Salvin, 1877) — встречается на северо-западе Эквадора до северо-запада Перу.
- Columbina buckleyi dorsti (Koepcke, 1962) — широко распространена в долине Мараньон.